# Wyłcze pole
Wyłcze pole (bułg. Вълче поле) – wieś w południowej Bułgarii, znajdująca się w obwodzie Chaskowo, w gminie Lubimec.